# Засоби масової інформації Мозамбіку
Засоби масової інформації Мозамбіку перебувають під значним впливом уряду. Інформація в Мозамбіку передається за допомогою телебачення, радіо, газет, журналів та Інтернету. Радіо є найпопулярнішим видом ЗМІ. Діяльність ЗМІ регулюється незалежною Вищою радою з питань засобів масової інформації.

## Радіо
Радіопрограми є найпоширенішою формою ЗМІ в країні. Найвпливовіші радіостанції належать державі, а більшість приватних радіостанцій мають лише місцеву аудиторію. Державна радіостанція Rádio Moçambique є найпопулярнішою радіостанцією в країні. Вона була створена невдовзі після здобуття незалежності Мозамбіку в червні 1975 року в результаті злиття трьох інших радіостанцій. У жовтні того ж року LM Radio, африкаанс та англійська служба Rádio Moçambique, була закрита, а її приміщення націоналізовані.

## Телебачення
Рівень проникнення кабельного телебачення в Мапуту становить приблизно 30%. Televisão de Moçambique, заснована в 1981 році, є єдиною державною телевізійною станцією Мозамбіку. Її штаб-квартира знаходиться в Мапуту. Приблизно п'ять приватних станцій також мають штаб-квартири в Мапуту. Іноземні телевізійні станції, такі як португальське державне телебачення та бразильська Miramar, мають високі показники глядацької аудиторії.

## Інтернет
Лише 4,8% населення має доступ до інтернету, тому рівень користування інтернетом в Мозамбіку є одним з найнижчих в Африці. Згідно зі звітом, опублікованим у 2007 році, найвищий рівень користування інтернетом у столиці Мапуту — 37,7%.
Уряд не обмежує доступ до Інтернету, проте члени опозиційної партії повідомляють, що агенти урядової розвідки стежать за електронною поштою.